# Peter Loy Chong
Peter Loy Chong (30 de janeiro de 1961, Natovi, Tailevu) é um clérigo católico romano fijiano e arcebispo de Suva.

## Biografia
Peter Loy Chong frequentou a escola católica de Natovi e o Saint John's College Cawaci, na ilha de Ovalau. Em 1984, entrou no Pacific Regional Seminary, onde completou sua formação sacerdotal. Foi ordenado sacerdote em 11 de janeiro de 1992, pelo Arcebispo Petero Mataca.
Depois da ordenação desempenhou os seguintes cargos: vigário paroquial de Nossa Senhora do Socorro, Lautoka (1992-1995); pároco do Imaculado Coração de Maria, Vatukoula (1996-2000); pároco da Imaculada Conceição, Soleva (2000-2005); estudos superiores na Jesuit School of Theology da Universidade de Santa Clara, na Califórnia, concluídos com o Doutorado em Teologia (2005-2012).
O Papa Bento XVI nomeou-o Arcebispo de Suva em 19 de dezembro de 2012. Recebeu a ordenação episcopal em 8 de junho de 2013 por seu antecessor Petero Mataca, na Arena Vodafone em Suva. Os co-consagradores foram o Bispo de Tonga, Soane Patita Paini Mafi, e o Arcebispo de Wellington, John Atcherley Dew.
Na qualidade de arcebispo metropolitano, Mons. Chong recebeu a imposição do Pálio em 29 de junho de 2013, na Solenidade de São Pedro e São Paulo. Em outubro de 2015, foi um dos dois representantes da Oceania na 14ª Assembleia Geral Ordinária do Sínodo dos Bispos, no Vaticano.
É um dos atuais oito membros do Conselho Executivo da Federação das Conferências dos Bispos Católicos da Oceania (FCBCO) no mandato 2023-2027. Na Conferência Episcopal do Pacífico (CEPAC), assume as comissões de Missão e Unidade, Formação, Tribunal de Casamento, Supervisão de Fundos Médicos e representação na FCBCO.

## Posições públicas
Em dezembro de 2013, o novo arcebispo de Suva comentou sobre o tema da liberdade religiosa na carta constitucional adotada em setembro daquele ano: "Não queremos uma teocracia, jamais dissemos que gostaríamos de um Estado cristão. Todavia, estamos preocupados se um Estado laico reduzir a fé a um fato puramente individual”.
Enquanto presidente da Federação das Conferências dos Bispos Católicos da Oceania (FCBCO) até 2023, o arcebispo Peter Loy Chong tem sido uma das vozes do catolicismo quanto a crise climática. As ilhas Fiji estão ameaçadas pelo aumento constante do nível do mar devido às alterações climáticas, com efeitos devastadores para a população. Chong aponta o silenciamento quanto aos problemas do arquipélago e clama: "Estamos desaparecendo". Em 2018, foi um dos seis presidentes de conferências episcopais continentais a assinar uma declaração convocando os líderes governamentais mundiais a tomarem ações para combater e superar os efeitos devastadores da crise climática com a efetiva implementação do Acordo de Paris.
 

Em dezembro de 2019, na reunião da Comissão Internacional Católica para as Migrações (ICMC) em Banguecoque, Chong, na qualidade de Presidente da FCBCO, comentou mais uma vez sobre a encíclica Laudato si' do papa Francisco e apontou:
“Como Igreja, precisamos falar a linguagem de Deus que fala com as vítimas, Deus [que] está do lado das vítimas [...] Como você dá voz às pessoas sem voz e coloca a voz delas no centro? A linguagem da mudança climática torna essas pessoas o centro, perturba os políticos e os faz perceber que algo está errado.”
Esteve em Lisboa em junho de 2022, quando pela primeira vez grupos católicos da Oceania participaram da Conferência dos Oceanos das Nações Unidas. Arcebispo Chong destacou em entrevista que “Deus abraça todo o oceano, abraça todo o planeta” e destacou a responsabilidade que o episcopado tem assumido em denunciar a crise climática:
Nós somos os profetas do oceano, no que diz respeito à Igreja Católica. Nós somos os bispos da Oceania e, se não falarmos sobre o oceano, daqui a uns anos, antes de fecharmos os olhos, podemos estar a viver noutro lugar.
A preocupação com o oceano também estava na mente das dezenas de bispos da Oceania reunidos em assembleia em Suva em fevereiro de 2023, para a Assembleia Continental da Oceania para o Sínodo 2021-2024. A pedido de Chong, os bispos realizaram duas visitas oficiais para ver os efeitos das mudanças climáticas no vilarejo vizinho de Togoru e para avaliar como a indústria extrativa estava destruindo o ambiente local na aldeia Mau.
Em dezembro de 2023, Chong falou em um evento de alto nível sobre o Tratado de Combustíveis Fósseis na COP28, nos Emirados Árabes Unidos.
Em vídeo enviado a "Oceania Speaks", conferência realizada em Roma em junho de 2024, com a participação do corpo diplomático da Santa Sé, comunidades religiosas e organizações de caridade, Arcebispo Peter Loy Chong insistiu que "o mundo ainda tem de ouvir profundamente as vozes, em particular os 'tagi' [gritos] dos povos da Oceânia", que são vulneráveis aos impactos imediatos e duradouros das alterações climáticas.
Em setembro de 2024, durante a visita do papa Francisco às ilhas do Pacífico, o tema do abuso praticado por clérigos esteve em pauta, pois ao longo dos anos, vários padres acusados de abusos contra menores foram transferidos para países insulares do Pacífico, o que os livrava de serem perseguidos pelas autoridades. Diante disso, Mons. Peter Loy Chong afirmou que não tinha registros de padres abusivos transferidos para sua jurisdição.